# Vamdrup
Vamdrup is een plaats en voormalige gemeente in Denemarken.

## Voormalige gemeente
De oppervlakte bedroeg 101,55 km². De gemeente telde 7456 inwoners (cijfers 2005). In 2007 werd de gemeente toegevoegd aan de gemeente Kolding.

## Plaats
De plaats telt 4678 inwoners (2007). Na de Tweede Duits-Deense Oorlog in 1864, speelde het spoorwegstation van Vamdrup een belangrijke rol als grensstation tussen Denemarken en Duitsland.